# NGC 1808
Coordenadas:  05h 07m 42.3s, −37° 30′ 47″
NGC 1808 es una galaxia Seyfert que pertenece al Nuevo Catálogo General (NGC) localizada en la constelación de Columba.

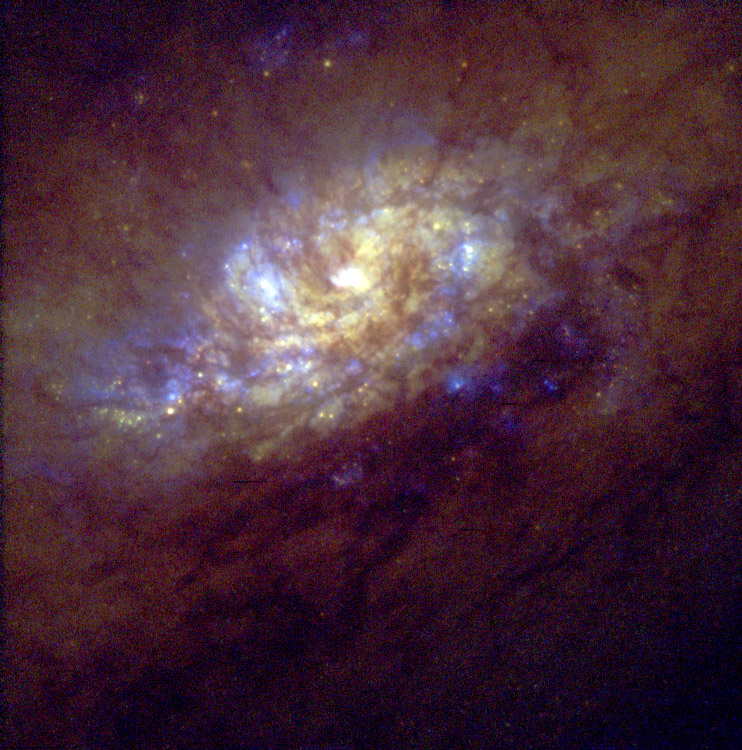
Una imagen de la galaxia Seyfert NGC 1808, el centro de la galaxia